# Friedrich Konrad Beilstein
Friedrich Konrad Beilstein (17. února 1838, Petrohrad – 18. října 1906, Petrohrad; rusky Фёдор Фёдорович Бейльштейн, Fjodor Fjodorovič Bejlštejn), byl ruskoněmecký chemik a autor Příručky organické chemie.

## Život
Friedrich Konrad Beilstein se narodil v Petrohradě do rodiny s německým původem. Studoval proto na německy mluvících školách. Když mu bylo patnáct, nastoupil na Univerzitu v Heildelbergu, kde přednášel slavný chemik Robert Wilhelm Bunsen. Po dvou letech studií přestoupil na Univerzitu v Mnichově, kde byl profesorem organické chemie Justus von Liebig. Později se vrátil do Heidelbergu. Doktorát však získal až v necelých dvaceti letech na univerzitě v Göttingenu, kde také spolupracoval s Friedrichem Wöhlerem.
Na univerzitě v Göttingenu začal vést své vlastní přednášky a roku 1865 se zde stal externím profesorem. V roce 1866 se přestěhoval do Petrohradu a stal se zde profesorem Technického institutu, jako následovník Dmitrije Mendělejeva. Roku 1883 byl zvolen do Ruské akademie věd.
Beilstein je objevitelem Beilsteinova testu pro zjišťování halogenderivátů.

## Dílo
Příručka organické chemie (v originále Handbuch der organischen Chemie), 1881 - první vydání obsahovalo 1500 sloučenin na 2200 stranách, tato příručka je nyní známá jako Beilsteinova databáze.